# 郑亚旗
郑亚旗（1983年6月30日—），中國兒童文學作家郑渊洁之子，現為繪本企業家，曾先後创办皮皮鲁雜誌、郑亚旗摄影工作室、北京皮皮鲁总动员文化科技有限公司。

## 經歷
因其父鄭淵潔對應試教育體系不滿，鄭亞旗小學畢業后就退學在家自學，使用父亲专门为其編寫的10部教材。這10部教材都以童話手法撰寫，包括哲學篇《魯西西和蘇格拉底對話錄》、法制篇《皮皮魯和419宗罪》、生理知識篇、道德篇、數理化篇和藝術篇等，共計四百多萬字。